# ウィリアム・ラブレス

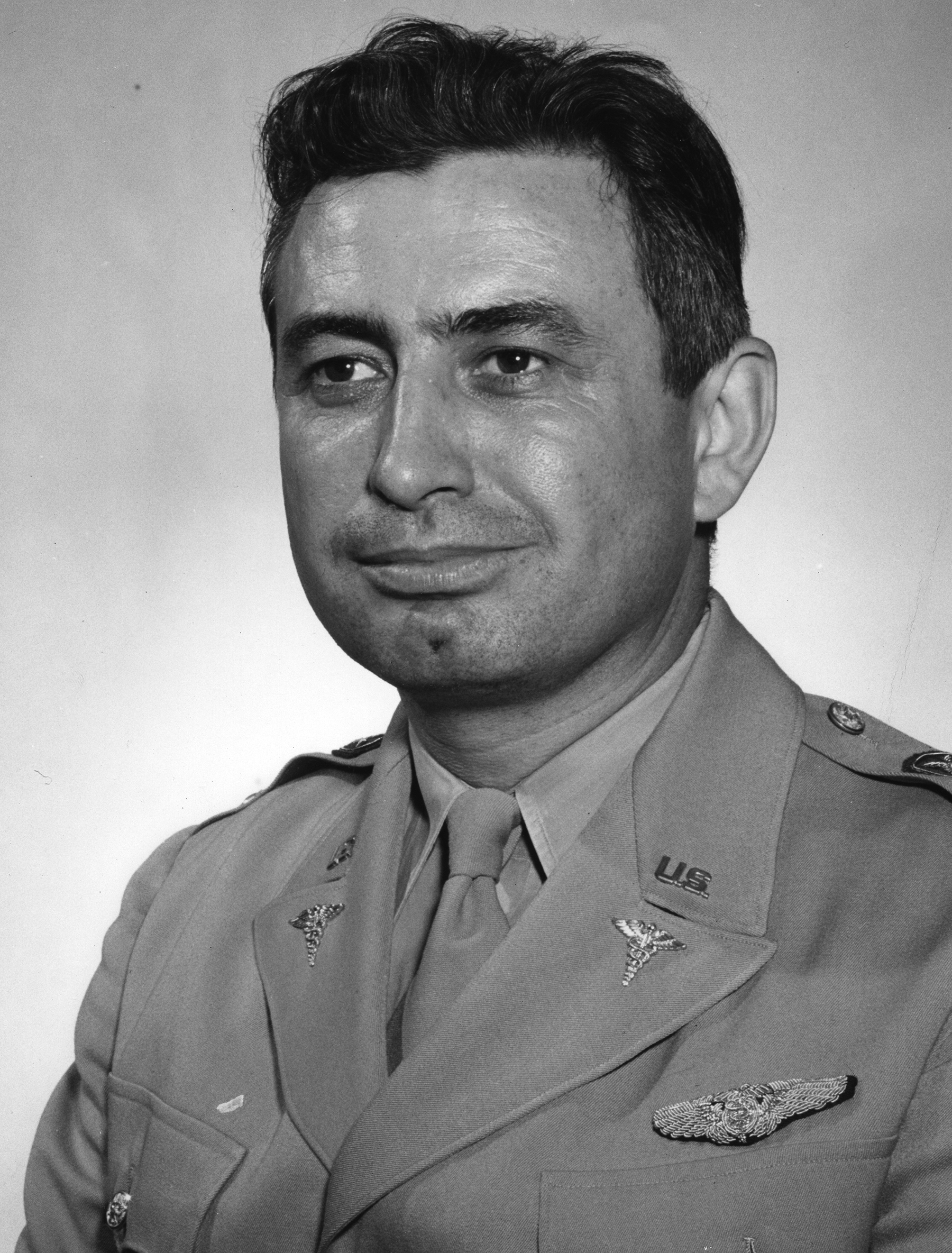
ウィリアム・ラブレス（1943年）

ウィリアム・ランドルフ・ラブレス2世（William Randolph Lovelace II、1907年12月30日 - 1965年12月12日）は、アメリカ合衆国の医師である。航空医学への貢献で知られている。

## 生涯
ハーバード大学医学部を1934年に卒業した。ニューヨークのベルビュー病院とミネソタ州ロチェスターのメイヨー・クリニックに在籍した後、ヨーロッパで医学の勉強をした。
航空への関心から航空医官となり、アメリカ陸軍医療軍団の予備役中尉となった。高高度飛行が人体に与える影響の研究を行い、1938年にはライト空軍基地の航空医学研究所がラブレスに高高度飛行用の酸素マスクの開発を依頼した。
1940年に、3つの女性速度記録を持つパイロットであるジャクリーン・コクランと初めて会い、それ以来、2人は生涯に渡って親交を持った。
第二次世界大戦中は、アメリカ陸軍航空隊の一員として従軍した。その間、個人的に高高度飛行中の脱出とパラシュートの使用の実験を行っていた。1943年6月24日、ラブレスは高度40,200フィートで飛行中の航空機からの脱出を行った。しかし、パラシュートを展開したときの衝撃で気を失い、片方の手袋が外れたことで凍傷になった。この実験により、ラブレスは殊勲飛行十字章を授与された。
1947年、叔父がラブレス診療所を経営していたニューメキシコ州アルバカーキに移り、叔父とともにラブレス医療財団（現 ラブレス呼吸器研究所）を設立した。ラブレスが理事長に就任し、研究部長としてクレイトン・サム・ホワイトを採用した。
1951年から1952年まで、アメリカ軍の医療政策評議会の議長を務めた。
1951年、ラブレスは、アメリカ原子力委員会からの依頼で、核爆発による動物の障害を調べる実験を行った。ラブレスとそのスタッフは、様々な種類の動物について、死亡するまでの速さや、核爆発の衝撃波によって肺にできる傷などを確認した。
ラブレスは、中央情報局(CIA)の偵察機U-2による、高高度飛行がパイロットに与える影響の実験を行った。この実験では、かつてドイツ空軍で高高度飛行の実験を行い、ペーパークリップ作戦でアメリカに渡ったウルリッヒ・カメロン・ルフトが飛行機に搭乗した。

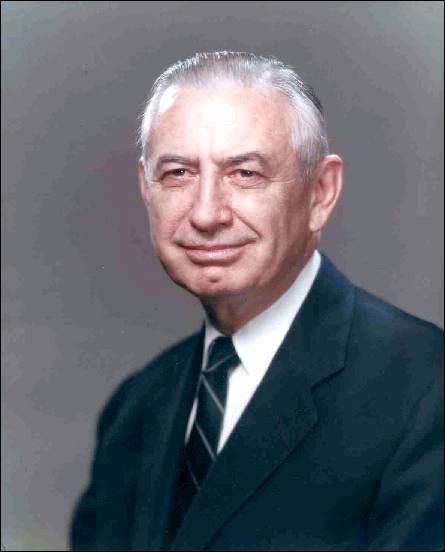
1960年頃のラブレス

1958年、NASAの生命科学特別諮問委員会の委員長に任命された。ラブレスは生命科学部門の責任者として、マーキュリー計画のための宇宙飛行士「マーキュリー・セブン」の選抜に深く関わった。
1959年、ラブレスは女性の宇宙飛行に関する研究を開始した。ラブレスは、女性の方が体が小さく体重が軽いため、小型の宇宙船による宇宙飛行に適していると考えた。ラブレスは、自分の診療所で25人の女性に対して宇宙飛行の適性試験を行った。試験を受けたのは、ラブレスが設定した要求（35歳以下であること、健康であること、医師の診断書を持っていること、学士号を持っていること、FAAの民間飛行士資格を持っていること、2,000時間以上の飛行経験があること、など）を満たした女性たちだった。受験者は受験前に、レントゲン撮影や目の検査など、徹底した身体検査を受けた。また、負荷を掛けたフィットネスバイクを漕いで疲労させ、呼吸の状態を調べたり、氷水を耳に入れてめまいを起こさせ、回復の早さを計ったりするなど、様々な試験が行われた。受験者の一人のジェリー・コッブは、マーキュリー・セブンと同じ試験を受けて全てをパスした。その他に12人の女性が試験に合格し、マーキュリー・セブンになぞらえて「マーキュリー13」と呼ばれた。しかし、アメリカ海軍がペンサコーラ海軍航空基地にある試験施設の使用を突然拒絶したため、それ以上の試験は中断された。
1964年、ラブレスはNASAの宇宙医学部長に任命された。

## 私生活
妻のメアリーとの間に2人の息子をもうけたが、いずれも1946年に小児麻痺で死亡した。その他に3人の娘がいた。

## 死去
1965年12月12日、ラブレス夫妻が乗った自家用飛行機が、コロラド州アスペン付近の渓谷で墜落した。激しい吹雪のため捜索が遅れ、墜落現場に捜索隊が到着したのは数日後であり、ラブレス夫妻と27歳のパイロットは遺体で発見された。夫妻の体にはパイロットによりコートが掛けられていたが、怪我と低体温により死亡していた。